# 小尖頭杜父魚
小尖頭杜父魚（学名：Vellitor minutus）為輻鰭魚綱鮋形目杜父魚亞目杜父魚科的其中一種，為溫帶海水魚，分布於西北太平洋日本，體長可達9公分，棲息在潮間帶，生活習性不明。
其种加词“minutus”意为“微小的”。